# Capedulia prasadi
Capedulia prasadi är en spindeldjursart som beskrevs av Edward A. Ueckermann och Tiedt 1999. Capedulia prasadi ingår i släktet Capedulia och familjen Tenuipalpidae. Inga underarter finns listade.